# Hemicalypterus weiri
Hemicalypterus weiri Schaeffer, 1967 è un pesce osseo estinto, appartenente ai dapediiformi. Visse nel Triassico superiore (circa 220 - 205 milioni di anni fa) e i suoi resti fossili sono stati ritrovati in Nordamerica.

## Descrizione
Questo pesce, di piccole dimensioni (non superava la lunghezza di 10 centimetri), possedeva un corpo profondo di forma discoidale, molto compresso lateralmente. Hemicalypterus possedeva una corazza costituita da pesanti scaglie ganoidi di forma rettancolare che ne ricoprivano il corpo, ma si distingueva da altri animali simili come Dandya e Dapedium poiché, al contrario di questi ultimi, la corazza ricopriva la sola metà anteriore: il limite delle scaglie terminava in una linea obliqua appena di fronte alla pinna dorsale e alle pinne pelviche. Le scaglie vicino alle pinne dorsale e anale, inoltre, erano prominenti e possedevano un margine spinoso. La parte posteriore del tronco e il peduncolo caudale erano privi di scaglie e, nei fossili, lo scheletro assiale è esposto. Hemicalypterus era dotato di un'altra caratteristica peculiare: la piccola bocca era dotata di una dentatura specializzata, costituita da denti dotati di molte cuspidi.

## Classificazione
Hemicalypterus weiri venne descritto per la prima volta nel 1967, sulla base di fossili ritrovati nella Chinle Formation della Contea di San Juan, nello Utah. Successivamente, altri fossili attribuiti a questo pesce sono stati ritrovati in Colorado, Nuovo Messico e Texas.

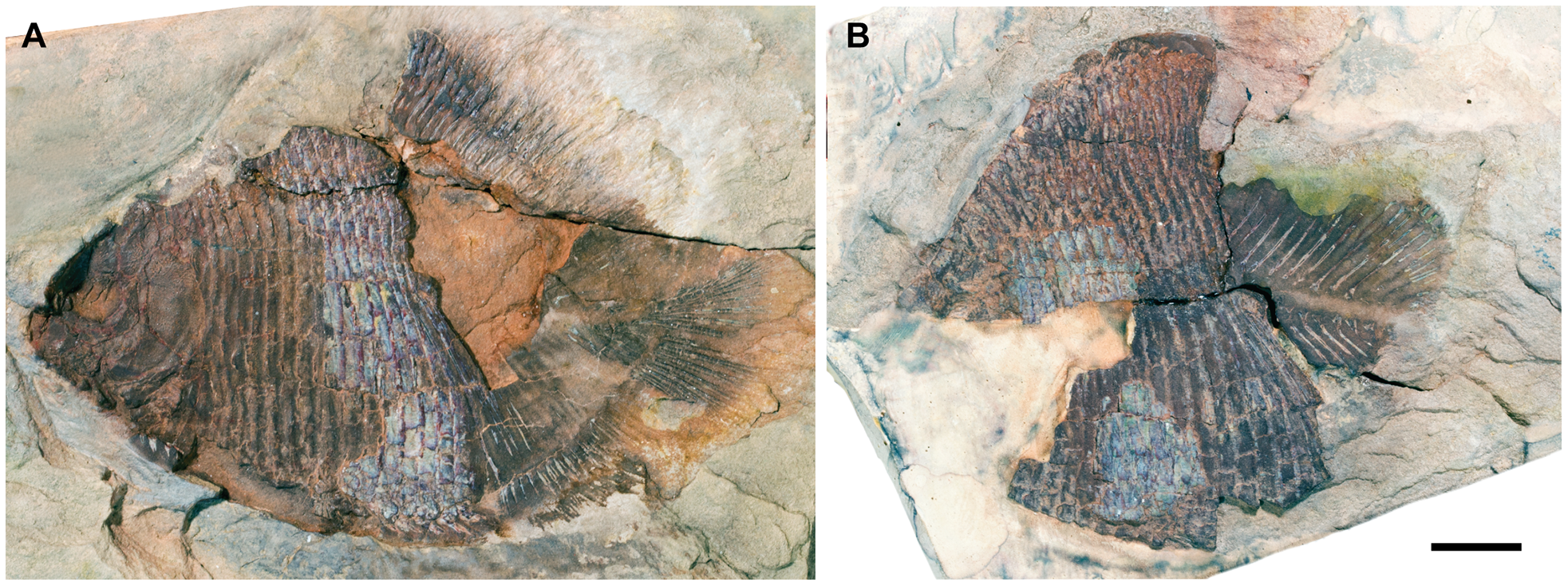
Olotipo di Hemicalypterus weiri

Hemicalypterus è un rappresentante dei dapediiformi, un gruppo di pesci ossei dotati di un corpo piatto e discoidale; sembra che Hemicalypterus fosse uno dei rappresentanti basali del gruppo (Gibson, 2016).

## Paleoecologia
Il tipo di dentatura di Hemicalypterus, con piccoli denti multicuspidati, è spesso associato alla dieta erbivora nei pesci odierni; Hemicalypterus potrebbe essere quindi il più antico pesce osseo attinotterigio a sfruttare una nicchia ecologica di tipo vegetariano (Gibson, 2016).